# Bifidocoelotes
Genre
Bifidocoelotes est un genre d'araignées aranéomorphes de la famille des Agelenidae.

## Distribution
Les espèces de ce genre se rencontrent en Chine et à Taïwan.

## Liste des espèces
Selon World Spider Catalog (version 25.5, 22/12/2024) :
- Bifidocoelotes alviolatus Liu, Xu, Wang & Yin, 2024
- Bifidocoelotes elongatus Liao, Wang, Yin & Xu, 2022
- Bifidocoelotes latus Liu, Xu, Wang & Yin, 2024
- Bifidocoelotes mammiformis Liao, Wang, Yin & Xu, 2022
- Bifidocoelotes obscurus Zhou, Yuen & Zhang, 2017
- Bifidocoelotes primus (Fox, 1937)
- Bifidocoelotes quadratus Liao, Wang, Yin & Xu, 2022
- Bifidocoelotes tsoi Li & Blick, 2020

## Systématique et taxinomie
Ce genre a été décrit par Wang en 2002 dans les Amaurobiidae. Il est placé dans les Agelenidae par Miller et al. en 2010.

## Publication originale
- Wang, 2002 : « A generic-level revision of the spider subfamily Coelotinae (Araneae, Amaurobiidae). » Bulletin of the American Museum of Natural History, no 269, p. 1-150 (texte intégral).